# 朗根多夫
朗根多夫是德国下萨克森州的一个市镇。总面积40.87平方公里，总人口712人，其中男性349人，女性363人（2011年12月31日），人口密度17人/平方公里。